# Stigmaphyllon romeroi
Stigmaphyllon romeroi är en tvåhjärtbladig växtart som beskrevs av José Cuatrecasas. Stigmaphyllon romeroi ingår i släktet Stigmaphyllon och familjen Malpighiaceae. Inga underarter finns listade i Catalogue of Life.